# Neolucia oxleyi
Neolucia oxleyi är en fjärilsart som beskrevs av Felder. Neolucia oxleyi ingår i släktet Neolucia och familjen juvelvingar. Inga underarter finns listade i Catalogue of Life.